# The European Union and Central Asia in the International System
The European Union and Central Asia in the International System (EUCAIS) ist ein Online Masterprogramm  des Instituts für Europäische Politik (IEP) und des Centre International de Formation Européenne (CIFE).

## Beschreibung
Der Studiengang erhält maßgebliche finanzielle Unterstützung von der VolkswagenStiftung und dem Jean-Monnet-Programm für Lebenslanges Lernen der Europäischen Kommission.
Das postgraduale Studium ist zugänglich für Universitätsabsolventen und junge Berufstätige aus Zentralasien (Usbekistan, Turkmenistan, Tadschikistan, Kirgisistan, Kasachstan, Afghanistan und dem chinesischen Xinjiang).

## Zielsetzung
Das Studium ermöglicht den Teilnehmern Kenntnisse über den Integrationsprozess der EU zu erwerben und zu vertiefen sowie aktuelle Entwicklungen in den Beziehungen der EU zu Zentralasien zu verstehen, wie auch die jeweilige Situation beider Regionen im internationalen wirtschaftlichen und politischen System zu erfassen. Das Absolvieren des Programmes qualifiziert beispielsweise für Karrieren an zentralasiatischen Universitäten, in internationalen Organisationen, Stiftungen und Entwicklungsträgern in Zentralasien; die Weiterentwicklung der Fähigkeiten zu wissenschaftlichem Arbeiten und Schreiben; Zugang zu einem renommierten europäischen Netzwerk und akademischen Austauschprogrammen zwischen der EU und Zentralasien; Aufbau von Netzwerken zwischen den akademischen Teilnehmern der Online Academy in Zentralasien.

## Methodik
Das Studium ist eine Kombination von E-Learning, Präsenzphasen in Berlin und Brüssel und Besuchen von EU-Institutionen.
Das Kursmaterial wird in Onlinekursen bereitgestellt und durch Workshops vertieft. Von den Teilnehmern wird erwartet sich mit den Inhalten der Onlinekurse durch Selbststudium vertraut  zu machen. Der Studienfortschritt wird in Online-Diskussionen, Aufgabenstellungen und Prüfungen während der Präsenzphase in Deutschland erfasst. Direktunterricht ergänzt die virtuellen Aktivitäten. Dieser findet in Berlin (4 Workshops) und Brüssel statt. Er gibt den Studenten die Gelegenheit die Professoren zu akademischen Debatten und zum interkulturellen Dialog zu treffen. Bei den Besuchen der internationalen Institutionen in Brüssel finden Treffen mit EU-Offiziellen und Entscheidungsmachern statt.